# Пълзящо срещниче
Пълзящите срещничета (Ajuga reptans) са вид растения от семейство Lamiaceae.
Таксонът е описан за пръв път от шведския ботаник и зоолог Карл Линей през 1753 година.

## Вариетети
- Ajuga reptans var. lerezana
- Ajuga reptans var. pyramidata